# Royal Cambodian Air Force FC
Không quân Hoàng gia Campuchia FC, là một câu lạc bộ bóng đá chuyên nghiệp ở Campuchia. Câu lạc bộ đã từng chơi ở C-League vào những năm 2000, bộ phận hàng đầu của bóng đá Campuchia trong vài mùa trước khi nó bị xuống hạng. Câu lạc bộ là một chi nhánh của Không quân Hoàng gia Campuchia, mà lần lượt là một phần của Lực lượng Vũ trang Hoàng gia Campuchia.